# Karl Georg von Raumer
Karl Georg von Raumer (Wörlitz, 9 aprile 1783 – Erlangen, 2 giugno 1865) è stato un geologo, educatore e mineralogista tedesco.

## Biografia
Fratello dello storico Friedrich Ludwig Georg von Raumer, e padre di Rudolf von Raumer, noto filologo. Studiò presso le università di Gottinga e Halle e presso l'accademia mineraria di Freiberg come allievo di Abraham Gottlob Werner. Nel 1811 divenne professore di mineralogia a Breslavia e due anni dopo partecipò alla Campagna tedesca del 1813. Nel 1819 si trasferì come professore all'Università di Halle, nel 1827 si stabilì all'Università di Erlangen come professore di scienze naturali, storia e mineralogia.

## Opere
- Geognostische Fragmente (1811).
- Der Granit des Riesengebirges (1813).
- Das Gebirge Niederschlesiens, der Grafschaft Glatz und eines Theils von Böhmen und der Oberlausitz (1819).
- A B C Buch der Krystallkunde (1817, 1821).
- Lehrbuch der allgemeinen Geographie (1832).
- Kreuzzüge, (1840–64).
- Geschichte der Pädagogik (4 volumi, 1846–55).
- Beschreibrung der Erdoberfläche (6ª ed., 1866).